# Edric Connor
Edric Connor (* 2. August 1913 in Mayaro, Trinidad; † 16. Oktober 1968 in London) war ein auf den Westindischen Inseln geborener britischer Sänger (Bariton) und Schauspieler in Film und Fernsehen. Seine Filmkarriere umfasste mehr als 20 Auftritte in internationalen Kinofilmen und Fernsehserien, darunter markante Rollen in Westlich Sansibar, Moby Dick, Die Wikinger, König der Könige oder Vier für Texas.

## Leben und Karriere
Edric Connor wurde 1913 in der Region Mayaro-Rio Claro auf Trinidad geboren. Schon als junger Mann erkannte er sein Gesangstalent. Die Stationierung von US-Truppen in Trinidad ab 1941 verschaffte ihm die Gelegenheit zu Auftritten vor den Soldaten. Connor verließ Trinidad im Jahr 1944 Richtung England, wo er sich schnell als Musiker etablierte und einige Jahre später auch eine Karriere als Schauspieler verfolgte.
Sein Fernsehdebüt gab er im Alter von 33 Jahren in dem Fernsehfilm All God's Chillun' Got Wings unter der Regie von Eric Fawcett. Zu Beginn der 1950er Jahre schaffte er dann auch den Sprung auf die große Leinwand. So spielte er 1951 in Zoltan Kordas Kinodrama Denn sie sollen getröstet werden seine erste wichtige Nebenrolle im Film. Weitere markante Auftritte im internationalen Kino folgten 1954 in dem Abenteuerfilm Westlich Sansibar als Ushingo und 1956 in John Hustons bekannter Literaturverfilmung Moby Dick in der Rolle des Daggoo. In Robert Parrishs Abenteuerdrama Spiel mit dem Feuer sah man ihn als Jimmy Jean an der Seite von Weltstars wie Rita Hayworth, Robert Mitchum und Jack Lemmon. 1958 bekam er eine wichtige Nebenrolle in Richard Fleischers Historienfilm Die Wikinger, und der Regisseur John Huston besetzte ihn ein weiteres Mal, diesmal in dem Errol-Flynn-Film Die Wurzeln des Himmels in der Rolle des Waitari. Anfang der 1960er Jahre verpflichtete ihn der Regisseur Nicholas Ray für seine Bibelverfilmung König der Könige für die Rolle des Balthazar als einer der Heiligen drei Könige und 1963 besetzte ihn Robert Aldrich in seiner Western-Komödie Vier für Texas als Prince George. 	
Zu den Serienauftritten von Edric Connor zählten von 1959 bis zum Jahre 1967 unter anderem: Die vier Gerechten, Geheimauftrag für John Drake, Mit Schirm, Charme und Melone, Geheimagent oder Der Mann mit dem Koffer.
In dem Kriminalfilm Der Haftbefehl von Regisseur Ralph Thomas spielte er an der Seite von Stars wie Rod Taylor, Christopher Plummer und Lilli Palmer schließlich seine letzte Rolle. Connor verstarb am 16. Oktober 1968 im Alter von 55 Jahren in London an den Folgen eines Schlaganfalls.
Als Sänger machte er unter anderem das Calypso-Weihnachtslied The Virgin Mary Had A Baby Boy als traditionelles englisches Weihnachtslied von den Westindischen Inseln populär, sowie 1952 das Volkslied Banana Boat Song durch die Gruppe Edric Connor & His Caribbeans aus Trinidad. Im Jahr 1956 hatte Edric Connor gemeinsam mit seiner Frau Pearl Connor die Edric Connor Agency (später umbenannt in The Afro-Asian Caribbean Agency) gegründet, um junge Talente mit Migrationshintergrund in Großbritannien zu fördern und zu promoten.

## Filmografie (Auswahl)
| - 1951: Denn sie sollen getröstet werden (Cry, the Beloved Country) - 1953: Das Herz aller Dinge (The Heart of the Matter) - 1954: Westlich Sansibar (West of Zanzibar) - 1956: Moby Dick - 1957: Spiel mit dem Feuer (Fire Down Below) - 1957: Seven Thunders - 1958: Die Wikinger (The Vikings) - 1958: Die Wurzeln des Himmels (The Roots of Heaven) - 1959: Virgin Island - 1961: König der Könige (King of Kings) - 1963: Vier für Texas (4 for Texas) - 1968: Nur über eine Leiche (Only When I Larf) - 1968: Der Haftbefehl (Nobody Runs Forever) | - 1946: All God's Chillun' Got Wings (Fernsehfilm) - 1959: Die vier Gerechten (Fernsehserie, 1 Episode) - 1961: Geheimauftrag für John Drake (Fernsehserie, 1 Episode) - 1963: Mit Schirm, Charme und Melone (Fernsehserie, 1 Episode) - 1964: Festival (Fernsehserie, 1 Episode) - 1964: Espionage (Fernsehserie, 1 Episode) - 1964: Geheimagent (Fernsehserie, 1 Episode) - 1966: The Troubleshooters (Fernsehserie, 1 Episode) - 1967: Der Mann mit dem Koffer (Fernsehserie, 1 Episode) - 1968: 1 mei-viering (Fernsehfilm) - 1952: Animated Genesis |